# Hieracium loeflingianum
Hieracium loeflingianum es una especie de planta con flor del género Hieracium, de la familia Asteraceae, orden Asterales.

## Distribución
Hieracium loeflingianum se distribuye por España.

## Taxonomía
Fue descrita científicamente por Arv.-Touv. y Gaut.